# 貴布禰神社 (尼崎市)
貴布禰神社（きふねじんじゃ・きぶねじんじゃ）は兵庫県尼崎市西本町六丁目にある神社。京都の貴船神社を総本宮とする、旧尼崎町の惣氏神。いわゆる尼崎のだんじり祭は同社が有名である。
なお、同名の神社が市内の長洲中通三丁目にも存在する。発祥の地は長洲（ながす）の貴布禰神社とされ、中世の発展と共に分祀されたものと考えられる。
本稿では、分祀された西本町の貴布禰神社を中心に記述するが、上記の経緯から長洲の同社についても併せて述べることとする。

## 歴史

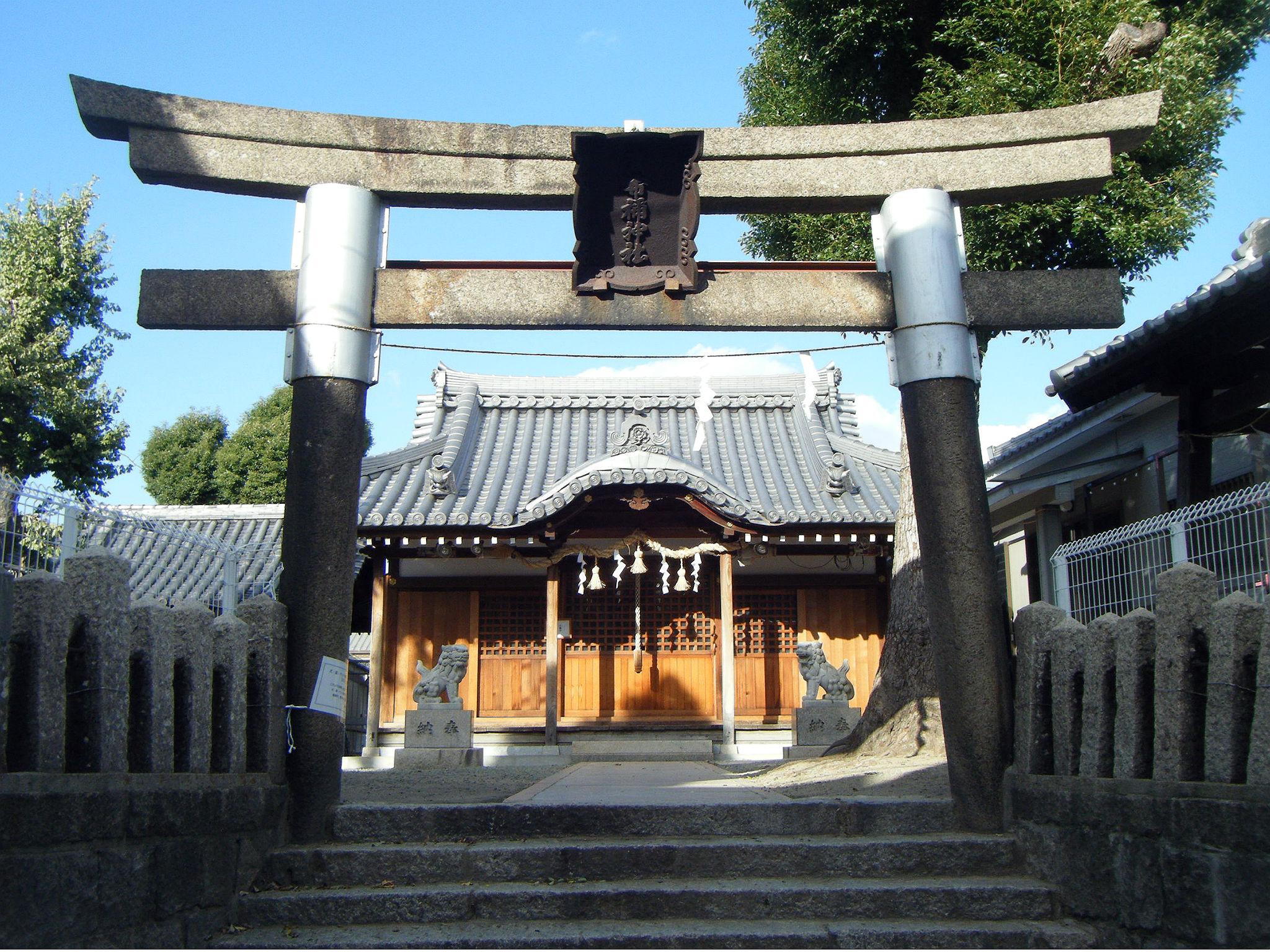
貴布禰神社（長洲中通三丁目）

創建の由縁については、平安遷都の際に運搬船を仕立てた紀氏が紀船（きふね）社を祀った逸話や、丹生川上神社・貴船神社との関連等諸説ある。

### 長洲貴布禰神社
東長洲字南畑（現：長洲中通三丁目8-28北緯34度43分22.6秒 東経135度25分49.9秒）に創建された貴布禰神社はその後も同地に鎮座し、東長洲の氏神として祀られている。社号については、近世には貴布禰大明神とも称した他、西本町の同社と区別するため長洲貴布禰神社と称する場合もある。主祭神は高龗神（タカオカミノカミ）、毎年10月の体育の日前日に例祭が行なわれる。

### 分祀後
長洲からの分祀については、中世に行なわれたもの（尼崎惣社）と考えられる。創建の地は尼崎城の西三の丸（現：北城内）にあったが、同地に戸田氏鉄が尼崎城を改築するのに伴い元和年間に西屋敷役人町（現：西桜木町）に移転、さらに1715年（正徳5年）に宮町（現：西本町六丁目）の現在地へ移転した。

#### 年表
- 1825年（文政8年） - 社殿が竣工
- 1873年（明治6年） - 社格が郷社に格付けされる
- 1915年（大正4年） - 新城屋新田東島・西島の両稲荷神社、市庭町の市蛭子神社、竹谷新田の貴布禰神社を合祀
- 1920年（大正9年） - 県社に昇格　※現存する尼崎市内の神社では唯一の社格
- 1945年（昭和20年） - 太平洋戦争の空襲により社殿が被災、1950年（昭和25年）に復興
- 1995年（平成7年） - 阪神・淡路大震災により被災（大鳥居の倒壊、南門の半壊等）、翌年に復興

## 祭神
漁業や水運をつかさどる水神として長洲の神社同様、高龗神が漁民・海民の信仰を集めた。また、近世には度々雨乞いの神事が行なわれるなど農業の上でも重要な信仰対象であり、歴代尼崎藩主の崇敬も厚かったと伝えられる。
- 本殿 - 主祭神：高龗神、配神：加茂別雷大神、加茂御祖大神
- 境内社 - 19社の祭神を祀っている

## 祭事

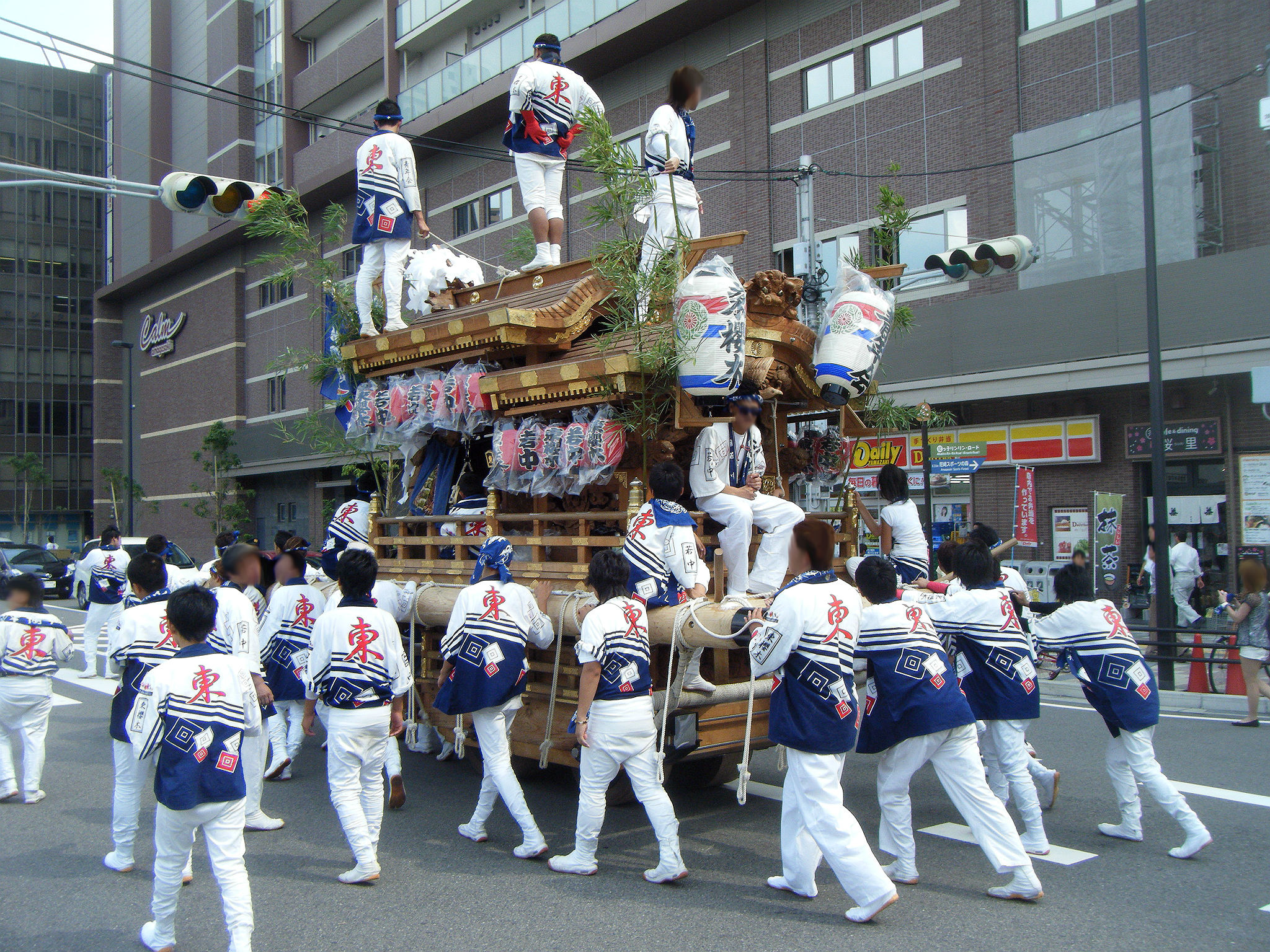
大祭（だんじり祭）・宵宮（2013年8月1日）

旧・尼崎町の惣社であった同社の夏祭には、各町から地車が繰り出し、城下全体が年間で一番のにぎわいを見せた。境内には芝居小屋があり、祭のとき以外にもさまざまな見せ物興行や宮相撲・浄瑠璃などが催され、城下庶民の娯楽の場であった。現在も毎年8月1日・2日には地車の巡行が行なわれている。
- 1月1日：歳旦祭
- 1月10日：市庭戎神社大祭
- 4月26日：白波稲荷神社大祭
- 7月16日：夏越祭
- 8月1 - 2日：大祭（だんじり祭）　※1日は宵宮
- 9月24日：愛敬三社祭礼
- 12月31日：除夜祭

## 境内

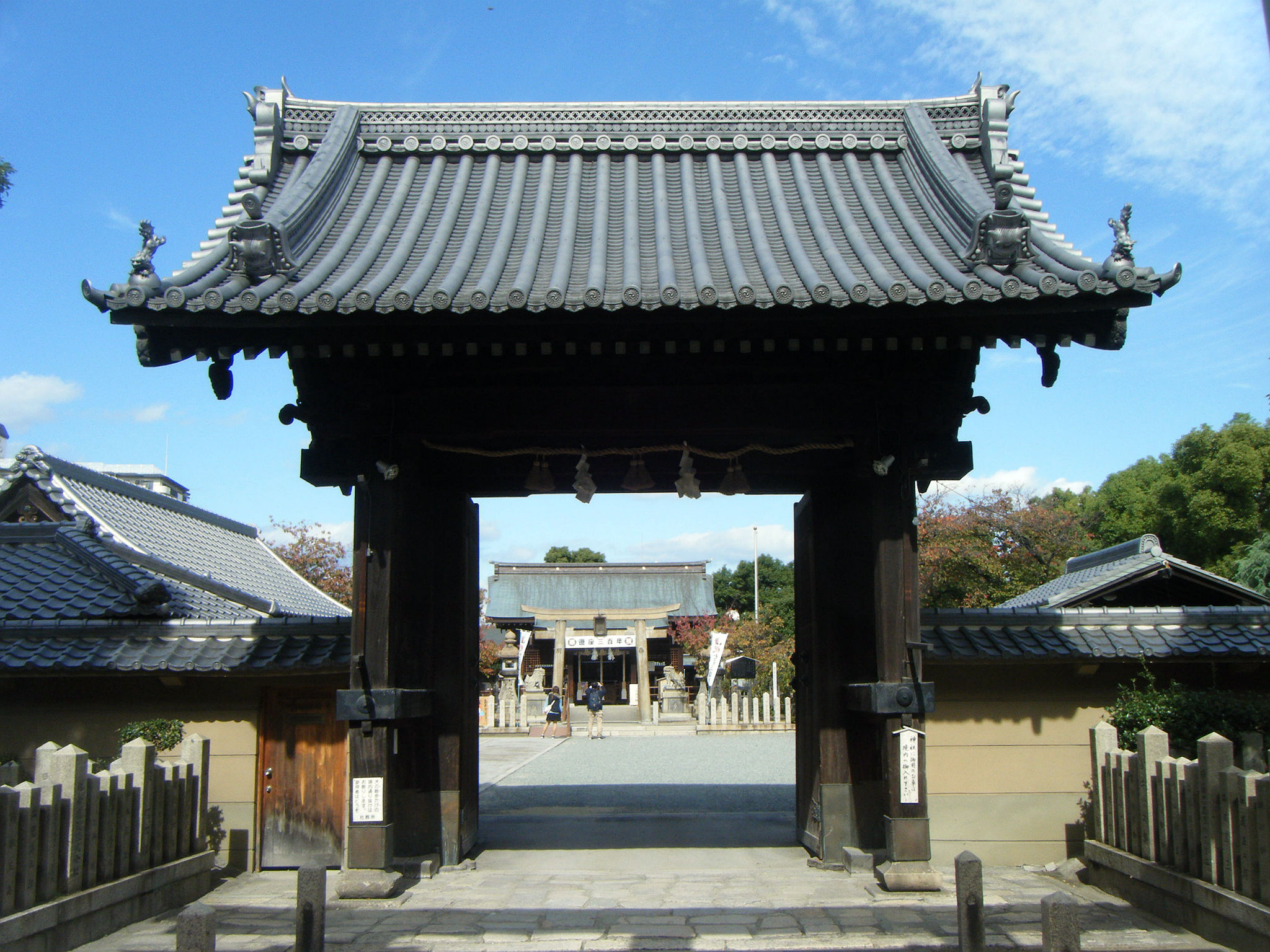
南門

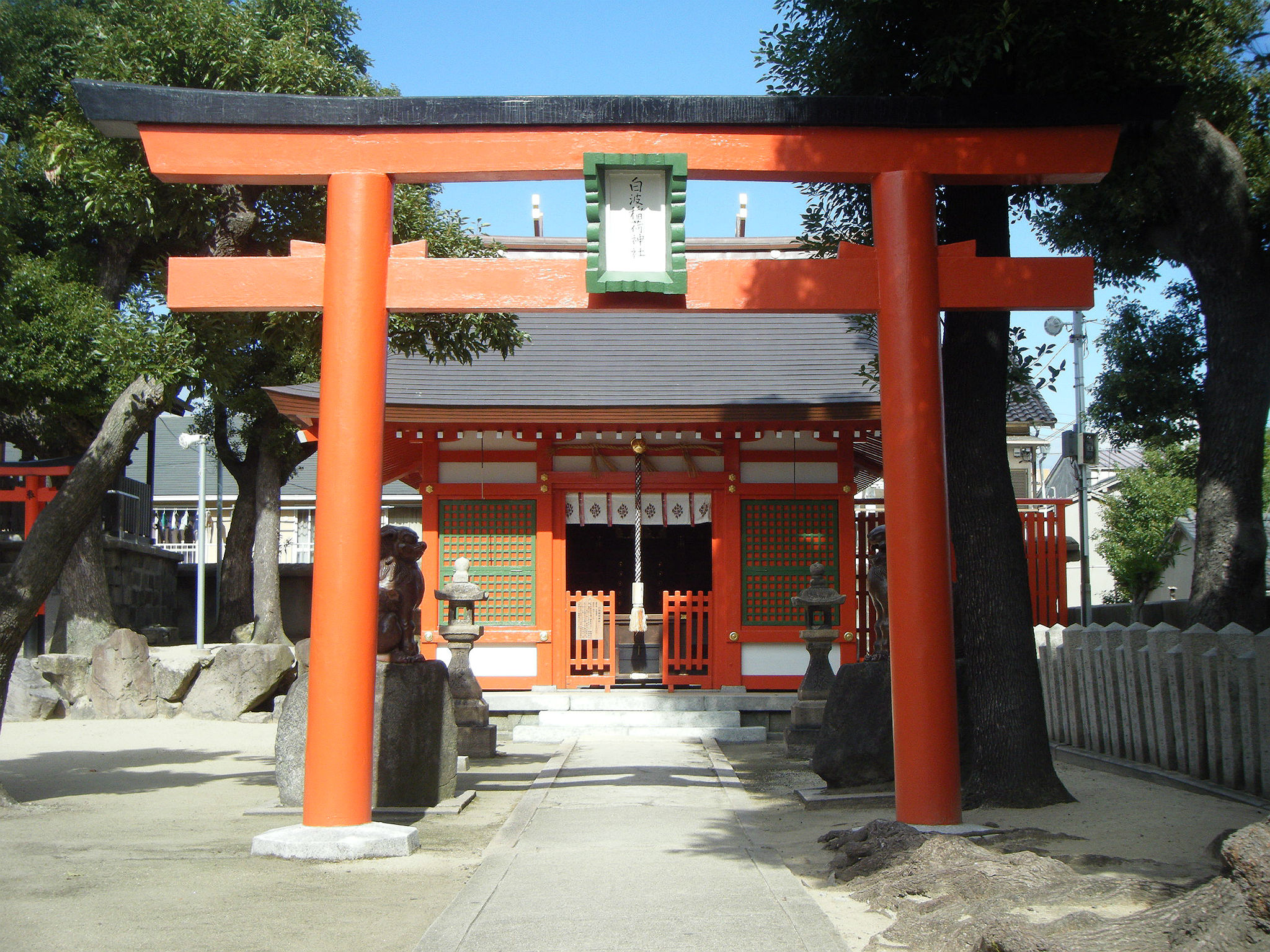
白波稲荷神社

本殿・幣殿・拝殿・すき塀からなる社殿と、7つの境内社が鎮座する。また尼崎市内の神社では珍しく表門を構える。

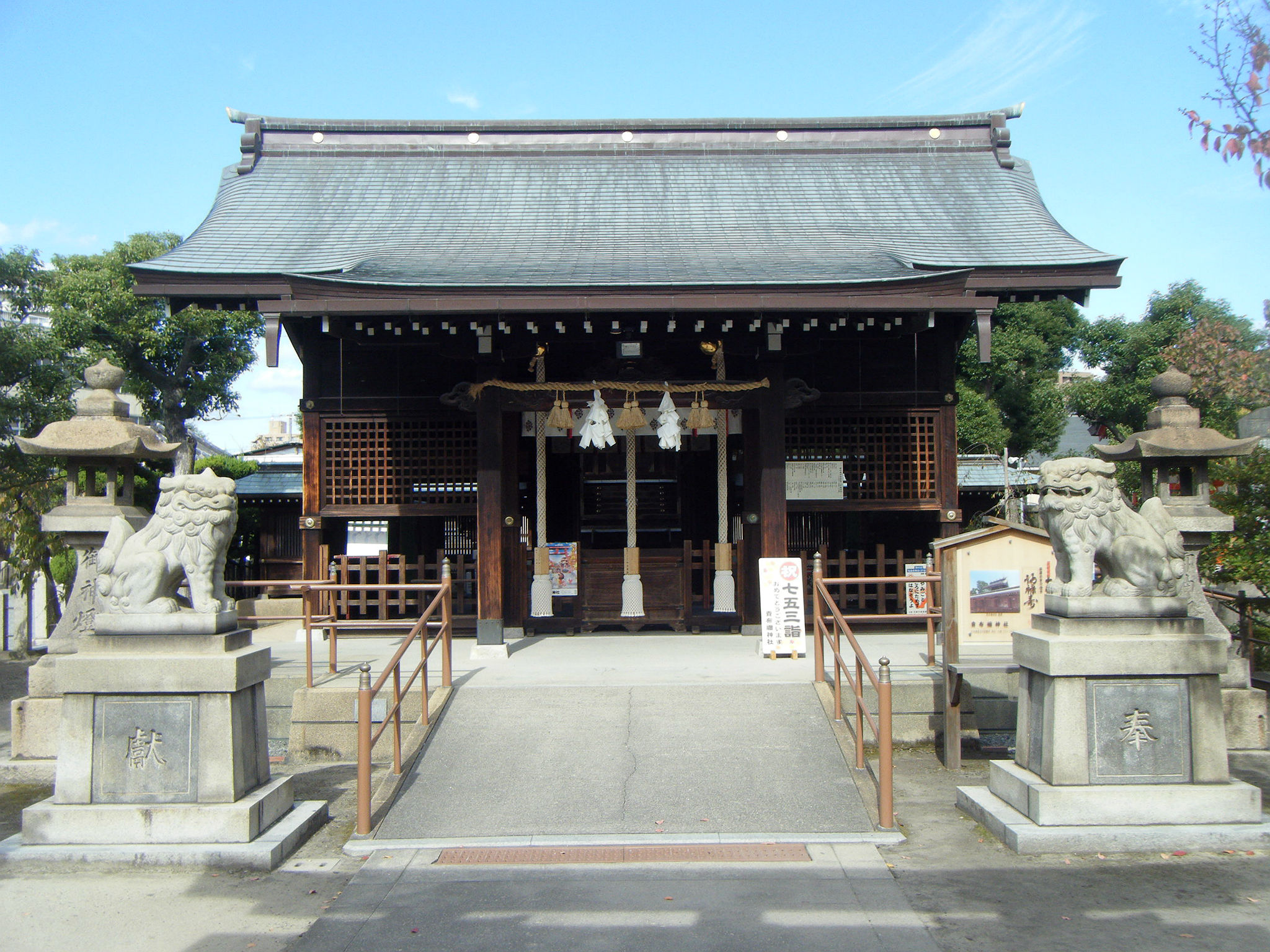
社殿
台湾檜による木造一間社流造銅板葺で、1950年（昭和25年）に竣工した。2002年（平成14年）に改修工事が行なわれ、屋根の葺き替え、幣殿の拡張、神饌所の新設、土間のタイル貼りがなされた。
大鳥居
境内南側入口にある。高さ約7m。1995年（平成7年）の阪神・淡路大震災で全壊したため、翌年新たに鋼板製にて再建された。色が深緑となっているのは、社殿とのバランス、国道43号沿いという環境事情から汚れの目立たない色が選ばれたためである。
南門（表門）
境内南側入口にあり、1700年頃の建立とされる。阪神・淡路大震災では半壊したものの、根元を米檜で継ぎ足すなどして修復し、屋根瓦も葺き替えられて復旧した。
白波稲荷神社
本殿の正面右奥にあり、稲荷神を祀る。元は尼崎城内にあり、城主が常に城内並びに城下の安泰を祈願していた。明治初年の廃藩の際、松平忠倶より建物一切が寄進され境内に移された。2014年（平成26年）に遷座300年記念事業として修復工事が行なわれ、往時の姿を取り戻した。
愛敬三社
可愛霊神・可美霊神・善哉霊神を祀る。祭神の本名は不詳。旧尼崎藩主・桜井家に縁の深い社で、1754年（宝暦4年）に松平忠名により造営、1758年（宝暦8年）に京都・白川殿において御神号が授与された。
市庭戎神社
えびす神として、蛭子神を祀る。古い歴史を持つ門前町であることを示す「市庭町」（現：東本町三丁目および同四丁目）の産土神で、1915年（大正4年）に当社境内へ遷座した。

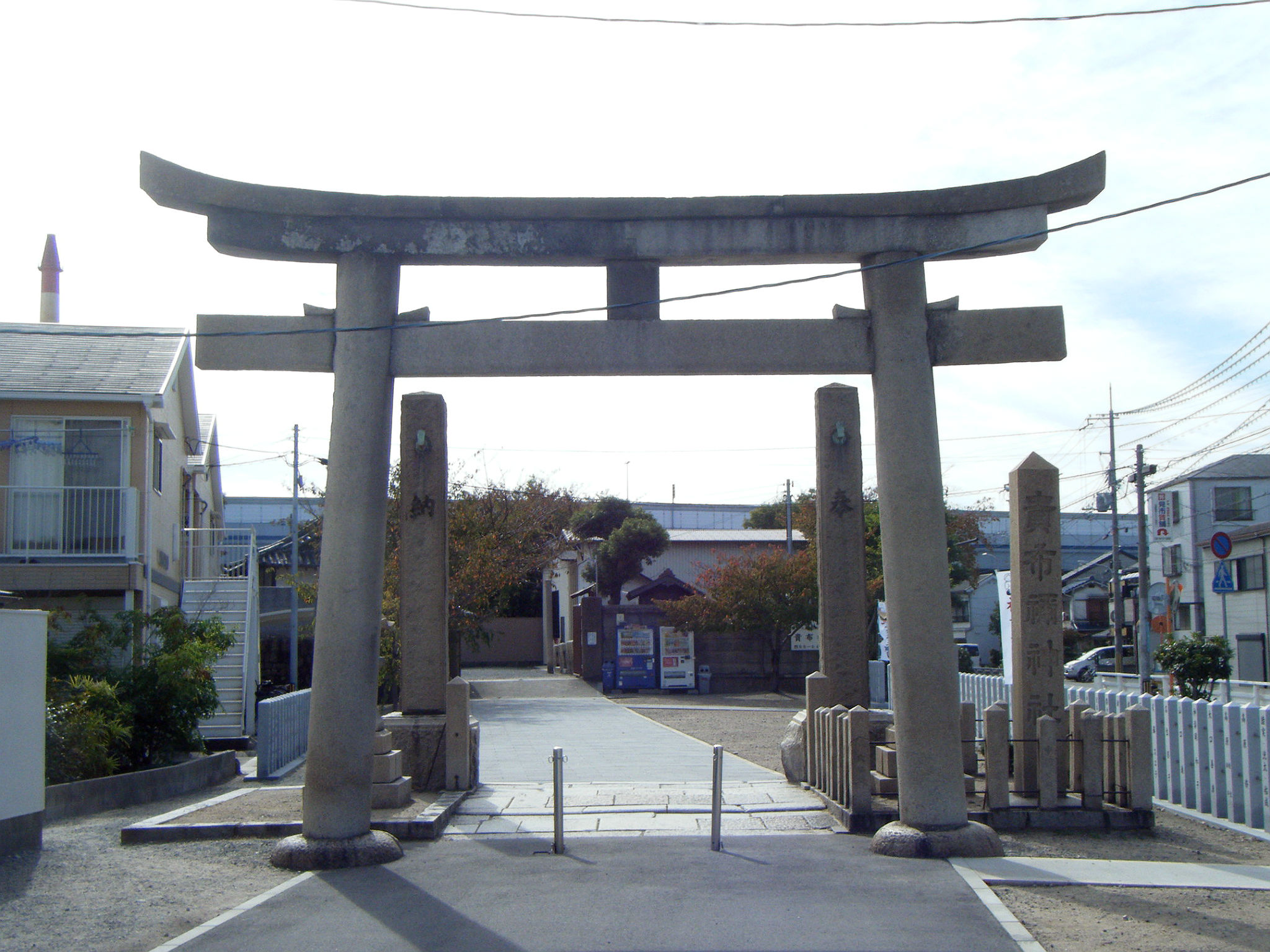
北鳥居　1717年（享保2年）建立
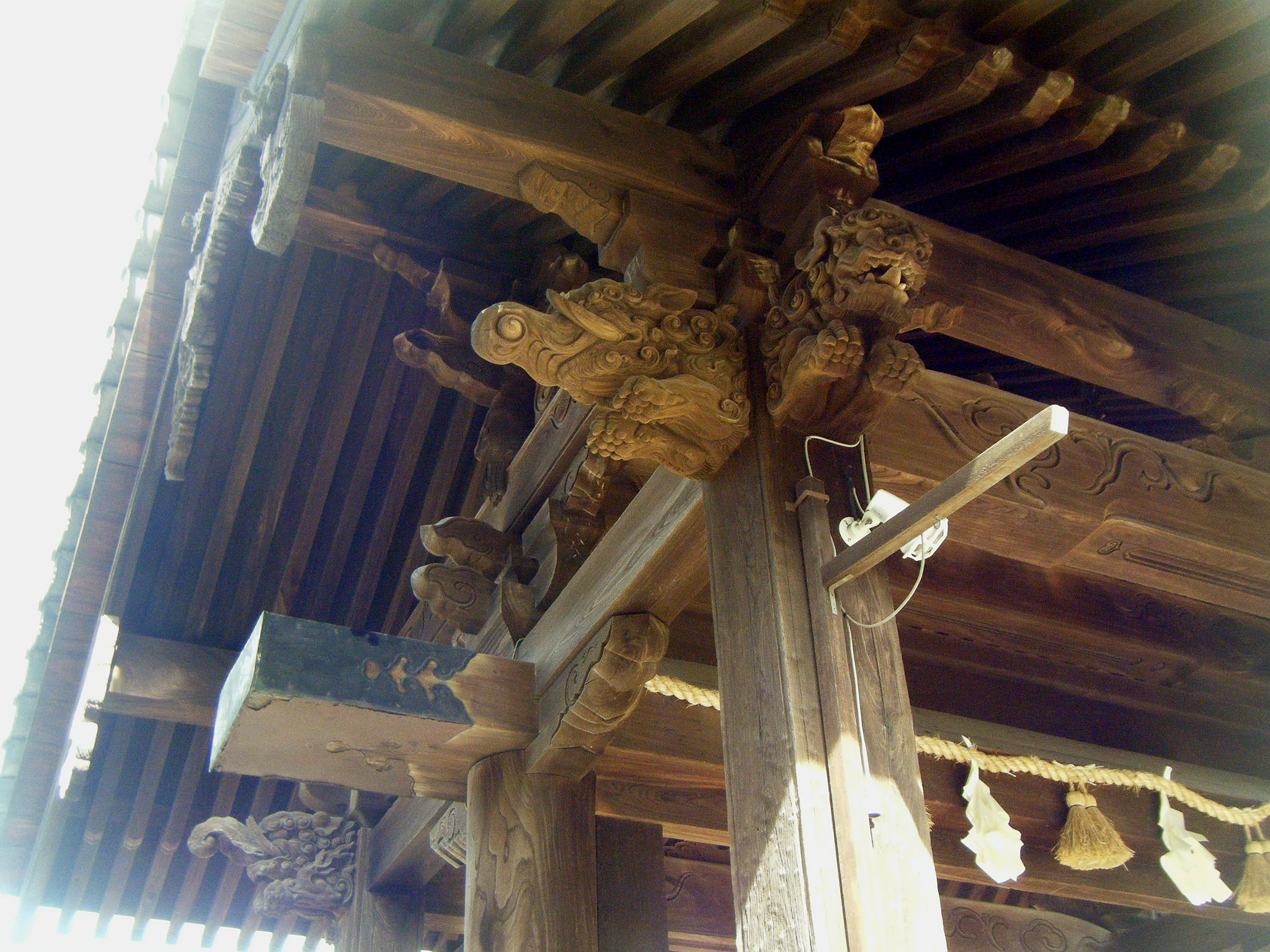
南門　装飾
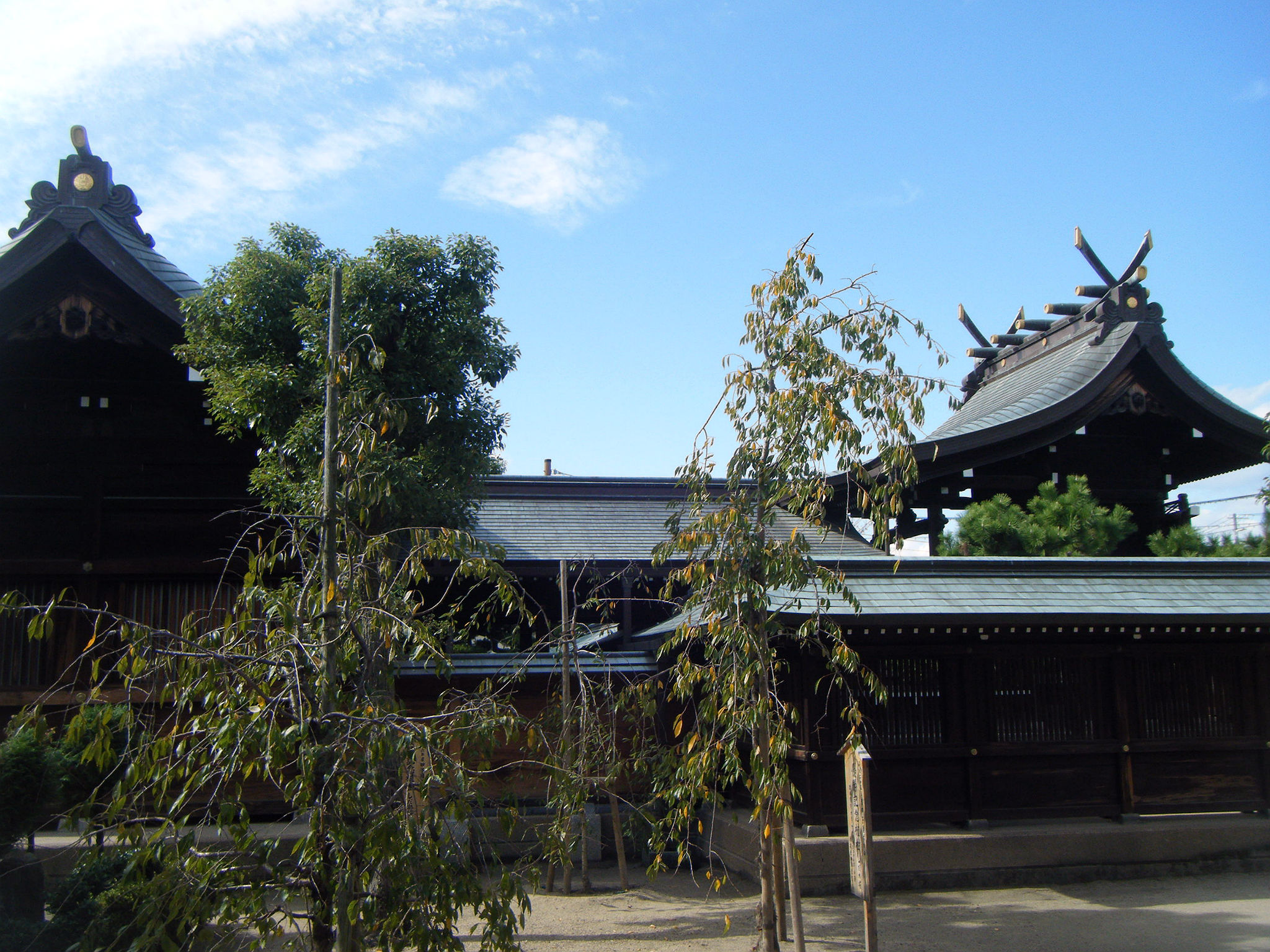
拝殿・幣殿・本殿と連なる社殿
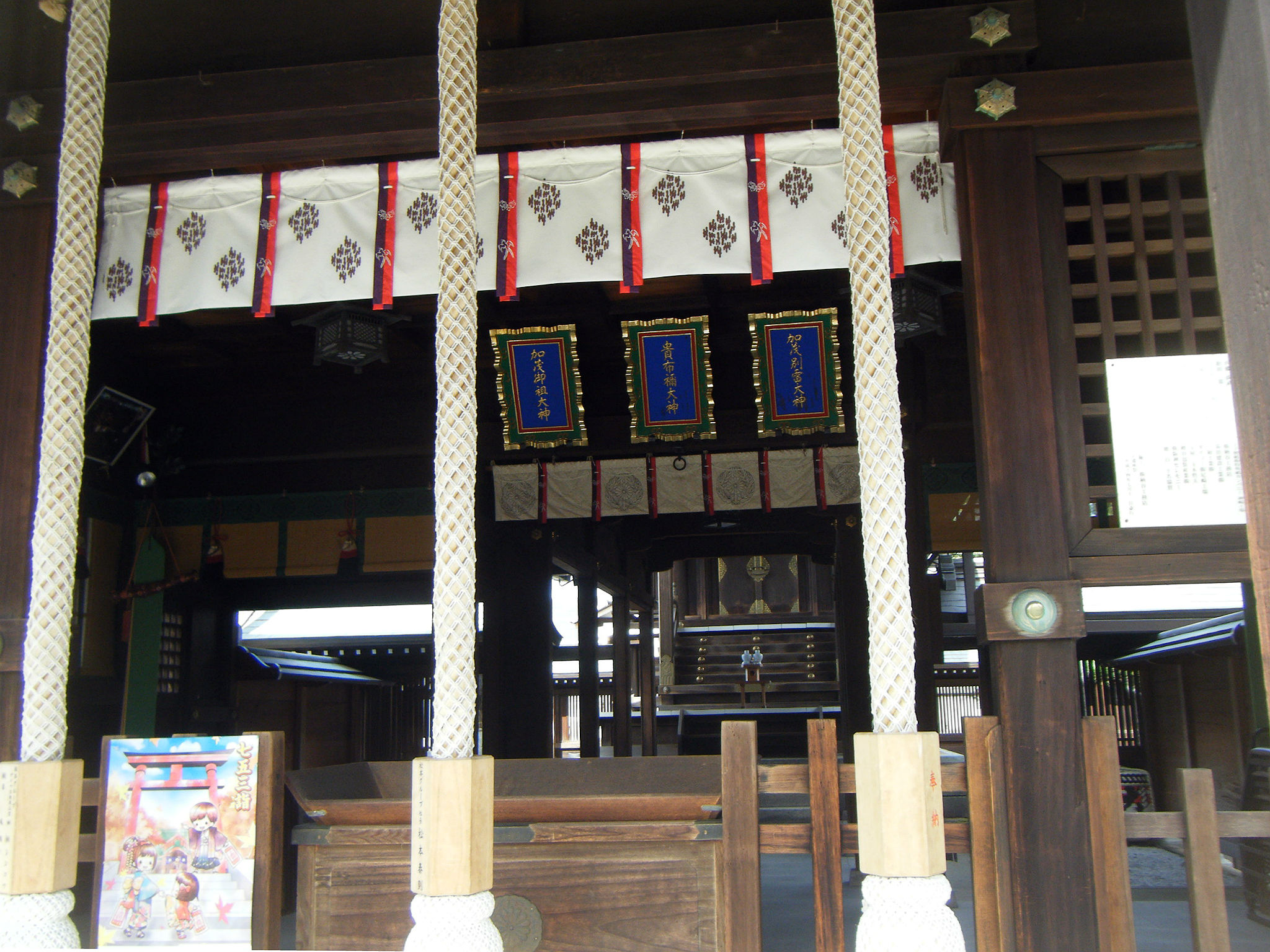
社殿正面より本殿を臨む
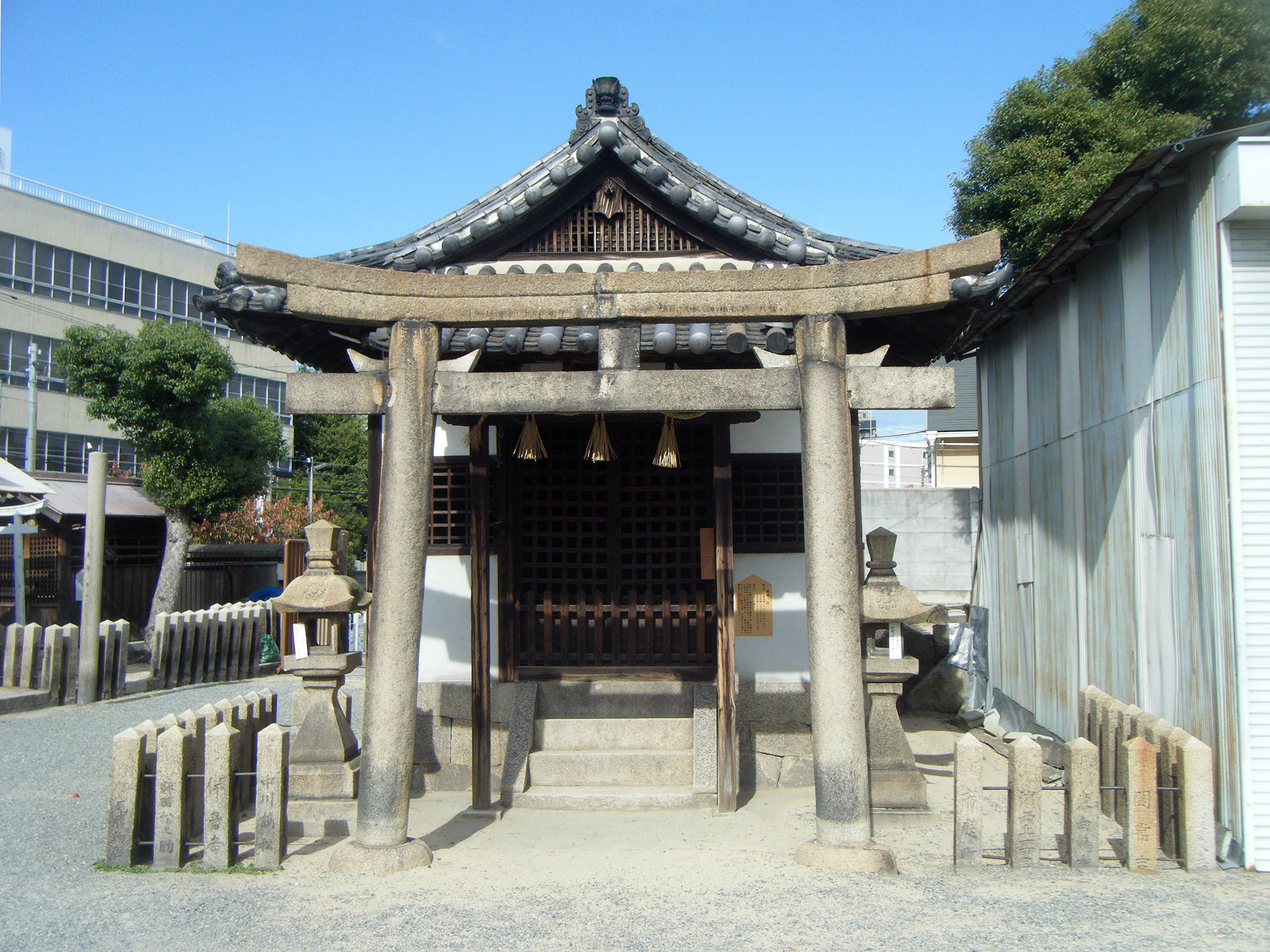
愛敬三社
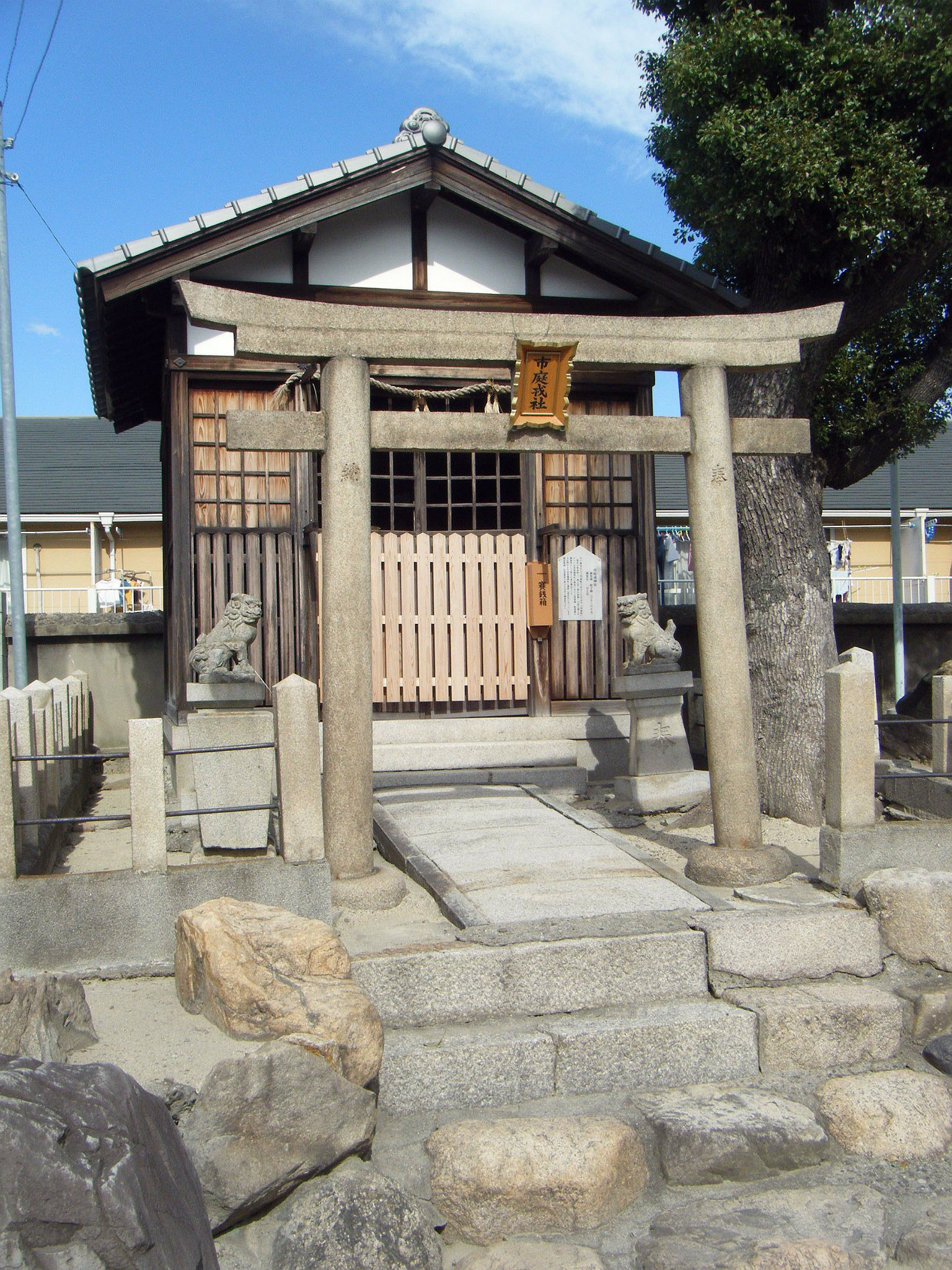
市原戎神社
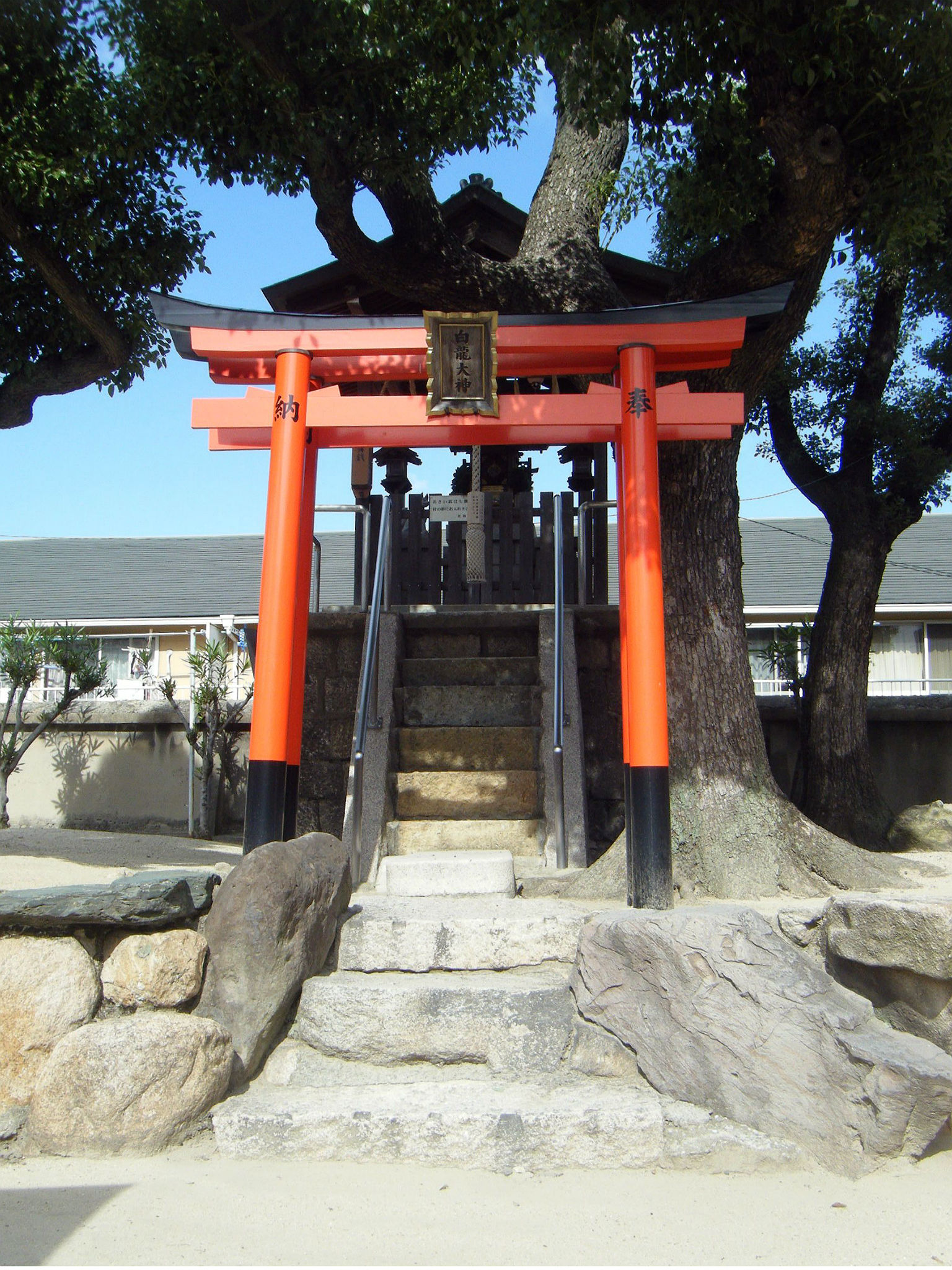
白龍社
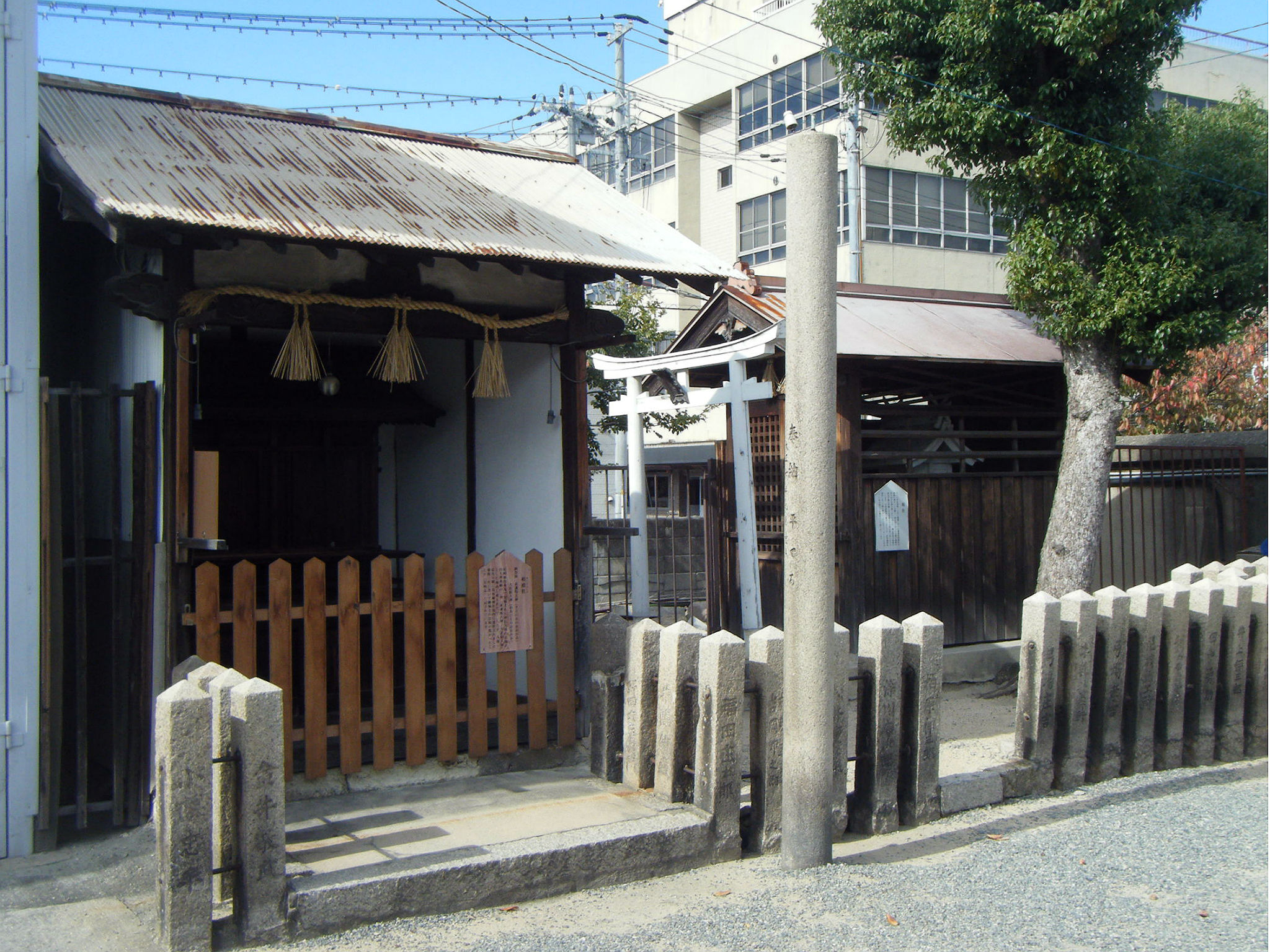
相殿社（左）と榎社

## 交通
- 阪神出屋敷駅下車　南東へ徒歩約7分
- 阪神尼崎駅下車　西へ徒歩約15分

### 長洲貴布禰神社までのアクセス
- 阪神バス（尼崎市内線）「天満神社前」バス停下車　東へ徒歩約5分　※JR尼崎・阪神大物他より運行